# 나가토모 유토
나가토모 유토(일본어: 長友 佑都, 1986년 9월 12일~)는 일본의 축구 선수이다. 포지션은 레프트백이며 현재 J1리그의 FC 도쿄 소속으로 활약하고 있다. 

## 클럽 경력
2007년 유스 특별 지정 선수로 J리그컵에 한 경기 출전을 하였으며 이 후 2008년 J1리그의 FC 도쿄에 공식으로 입단하였다. 2008년부터 주전으로 중용받기 시작하여 2008년 정규 리그 29경기에 출전하였고, 2009년엔 31경기에 출전하였다.
2010년 FIFA 월드컵에 출전한 이후 세리에 A AC 체세나로 임대 이적하였고, 2011년 AFC 아시안컵 이후 완전 이적했다.
2011년 2월 1일 겨울 이적시장에서 FC 인테르나치오날레 밀라노로 임대로 이적함으로써 인테르에서 뛴 최초의 아시아 선수가 되었다.

## 국가대표팀 경력
그는 2008년 5월 24일 코트디부아르과의 경기에서 일본 국가대표팀에 데뷔했다.
2008년 하계 올림픽에 참가할 일본 U-23 국가대표팀에 발탁되었으며, 2경기에 출전했다.
2010년 FIFA 월드컵에서 일본의 주전 수비수로 활약하였다, 16강 진출. 2011년 AFC 아시안컵에도 출전. 아시안컵 결승전 오스트레일리아와의 경기에서는 연장전 후반 4분에 리 다다나리의 결승골을 어시스트, 1-0로 승을 일본이 우승을 달성하는데 크게 기여하였다.
2013년 FIFA 컨페더레이션스컵, 2014년 FIFA 월드컵, 2015년 AFC 아시안컵에도 출전했다. 2018년과 2022년 FIFA 월드컵 16강 진출, 2019년 AFC 아시안컵 준우승에 기여했다. 그는 2022년까지 국제 A매치 통산 142경기에 출전, 4득점을 넣었다.

## 통계
| 일본 | 일본 | 일본 |
| 연도 | 출전 | 득점 |
| ---- | ---- | ---- |
| 2008 | 7    | 1    |
| 2009 | 11   | 2    |
| 2010 | 16   | 0    |
| 2011 | 10   | 0    |
| 2012 | 10   | 0    |
| 2013 | 12   | 0    |
| 2014 | 10   | 0    |
| 2015 | 10   | 0    |
| 2016 | 5    | 0    |
| 2017 | 10   | 0    |
| 2018 | 9    | 0    |
| 2019 | 12   | 1    |
| 2020 | 1    | 0    |
| 2021 | 8    | 0    |
| 2022 | 11   | 0    |
| 통산 | 142  | 4    |

## 수상
FC 도쿄
- 2009년 나비스코컵 우승

 인테르나치오날레
- 세리에 A : 준우승 (2010-11)
- 코파 이탈리아 : 우승 (2010-11)

 일본
- AFC 아시안컵 : 우승 (2011)

개인
- J리그 베스트 일레븐 : 2009
- AFC 아시아 베스트 일레븐 : 2011, 2012
- AFC 올해의 해외파 선수상 : 2013
- AFC 아시안컵 베스트 팀 : 2011

## 같이 보기
- A매치 100경기 이상 출전한 축구 선수 명단